# 天主教奧格登斯堡教區
天主教奧格登斯堡教區（拉丁語：Diocesis Ogdensburgensis）是美國一個羅馬天主教教區，屬紐約總教區。成立於1872年2月16日。
範圍包括紐約州東北部六縣和赫基默縣北部，教座位於州府奧格登斯堡。2004年有教友143,700人、一百一十九個堂區、一百卅七名司鐸。現任教區主教為特里·R·拉瓦利。